# Kiyofumi Nagai
Kiyofumi Nagai (永井 清史?, Nagai Kiyofumi; 18 maggio 1983) è un pistard giapponese.

## Palmarès

### Olimpiadi
- 1 medaglia:
  - 1 bronzo (Pechino 2008 nel keirin)